# 1861 Komensky
Komensky (asteroide 1861) é um asteroide da cintura principal, a 2,8314765 UA. Possui uma excentricidade de 0,062213 e um período orbital de 1 916,25 dias (5,25 anos).
Komensky tem uma velocidade orbital média de 17,1410878 km/s e uma inclinação de 10,48276º.
Este asteroide foi descoberto em 24 de Novembro de 1970 por Luboš Kohoutek.